# حكومة أويحيى السادسة
حكومة أويحيى السادسة حكومة جزائرية تقلدت السلطة من 23 جوان 2008 إلى غاية 15 نوفمبر 2008. هي الحكومة السادسة التي يترأسها أحمد أويحيى منذ 1995 إثر عودته من جديد إلى الساحة بعد غياب عامين.
طرأ اختلاف طفيف فقط بالمقارنة بالتشكيلة الحكومية التي سبقتها سوى خروج وزير النقل محمد مغلاوي و وزير البريد بوجمعة هيشور الذين استبدلا بوزيرين جديدن، حقيبة الصحة والفلاحة تغيرت حامليها. يجدر الإشارة إلى أن رئيس الحكومة السابقة عين وزير دولة من غير حقيبة. تم نشر المرسوم الرئاسي المعدل لتعيين الحكومة وشكلت في 23 جوان 2008.

## تشكيلة الحكومة

### رئيس الحكومة
| الصورة | الحقيبة الوزارية      | الاسم       |  | الحزب                    |
| ------ | --------------------- | ----------- |  | ------------------------ |
|        | رئيس الحكومة الجزائري | أحمد أويحيى |  | التجمع الوطني الديمقراطي |

### الوزراء
| الصورة | الحقيبة الوزارية                              | الاسم               |  | الحزب |
| ------ | --------------------------------------------- | ------------------- |  | ----- |
|        | (رئيس الجمهورية الجزائرية) وزير الدفاع الوطني | عبد العزيز بوتفليقة |  |       |

#### وزراء الدولة
| ترقيم | الصورة | الحقيبة الوزارية                              | الاسم                        |  | الحزب               |
| ----- | ------ | --------------------------------------------- | ---------------------------- |  | ------------------- |
| 01    |        | وزير الدولة، الممثل الشخصي لرئيس الجمهورية    | عبد العزيز بلخادم            |  | جبهة التحرير الوطني |
| 02    |        | وزير الدولة، وزير الداخلية و الجماعات المحلية | نور الدين زرهوني المدعو يزيد |  | جبهة التحرير الوطني |
| 03    |        | وزير الدولة                                   | سلطاني بوقرة                 |  | حركة مجتمع السلم    |

#### وزراء
| ترقيم | الصورة | الحقيبة الوزارية                                              | الاسم                  |  | الحزب                              |
| ----- | ------ | ------------------------------------------------------------- | ---------------------- |  | ---------------------------------- |
| 04    |        | وزير الشؤون الخارجية                                          | مراد مدلسي             |  | التجمع الوطني الديمقراطي           |
| 05    |        | وزير العدل، حافظ الأختام                                      | الطيب بلعيز            |  |                                    |
| 06    |        | وزير المالية                                                  | كريم جودي              |  |                                    |
| 07    |        | وزير الطاقة والمناجم                                          | شكيب خليل              |  |                                    |
| 08    |        | وزير المـوارد المائية                                         | عبد المالك سلال        |  |                                    |
| 09    |        | وزير الصناعة وترقية الاستثمارات                               | عبد الحميد تمار        |  | جبهة التحرير الوطني                |
| 10    |        | وزير التجارة                                                  | الهاشمي جعبوب          |  | حركة مجتمع السلم                   |
| 11    |        | وزير الشؤون الدينية و الأوقاف                                 | أبو عبد الله غلام الله |  | التجمع الوطني الديمقراطي           |
| 12    |        | وزير المجاهدين                                                | محمد الشريف عباس       |  | جبهة التحرير الوطني                |
| 13    |        | وزير التهيئة العمرانية و البيئة و السياحة                     | شريف رحماني            |  | التجمع الوطني الديمقراطي           |
| 14    |        | وزير النقل                                                    | عمار تو                |  | جبهة التحرير الوطني                |
| 15    |        | وزير التربية الوطنية                                          | أبو بكر بن بوزيد       |  | التجمع الوطني الديمقراطي           |
| 16    |        | وزير الفلاحة والتنمية الريفية                                 | رشيد بن عيسى           |  |                                    |
| 17    |        | وزير الأشغال العمومية                                         | عمار غول               |  | حركة مجتمع السلم                   |
| 18    |        | وزير الصحة والسكان وإصلاح المستشفيات                          | السعيد بركات           |  |                                    |
| 19    |        | وزيرة الثقافة                                                 | خليدة تومي             |  | التجمع من أجل الثقافة والديمقراطية |
| 20    |        | وزير الاتصال                                                  | عبد الرشيد بوكرزازة    |  | جبهة التحرير الوطني                |
| 21    |        | وزير المؤسسات والصناعات الصغيرة والمتوسطة و الصناعة التقليدية | مصطفى بن بادة          |  | حركة مجتمع السلم                   |
| 22    |        | وزير التعليم العالي والبحث العلمي                             | رشيد حراوبية           |  | جبهة التحرير الوطني                |
| 23    |        | وزير البريد و تكنولوجيات الإعلام و الاتصال                    | حميد بصالح             |  |                                    |
| 24    |        | وزير مكلف بالعلاقات مع البرلمان                               | محمود خذري             |  |                                    |
| 25    |        | وزير التكوين و التعليم المهنيين                               | الهادي خالدي           |  |                                    |
| 26    |        | وزير السكن والعمران                                           | نور الدين موسى         |  |                                    |
| 27    |        | وزير العمل و التشغيل و الضمان الاجتماعي                       | الطيب لوح              |  | جبهة التحرير الوطني                |
| 28    |        | وزير التضامن الوطني و الأسرة و الجالية الوطنية بالخارج        | جمال ولد عباس          |  | جبهة التحرير الوطني                |
| 29    |        | وزير الصيد البحري و الموارد الصيدية                           | اسماعيل ميمون          |  |                                    |
| 30    |        | وزير الشباب والرياضة                                          | الهاشمي جيار           |  |                                    |
| 31    |        | وزير، أمين عام للحكومة                                        | أحمد نوي               |  |                                    |

#### وزراء منتدبون
| ترقيم | الصورة | الحقيبة الوزارية                                                                                    | الاسم              |  | الحزب               |
| ----- | ------ | --------------------------------------------------------------------------------------------------- | ------------------ |  | ------------------- |
| 01    |        | وزير منتدب لدى وزير الدفاع الوطني                                                                   | عبد المالك قنايزية |  |                     |
| 02    |        | وزير منتدب لدى وزير الدولة، وزير الداخلية والجماعات المحلية مكلف بالجماعات المحلية                  | دحو ولد قابلية     |  | جبهة التحرير الوطني |
| 03    |        | وزير منتدب لدى وزير الدولة، وزير الشؤون الخارجية مكلف بالشؤون المغاربية والإفريقية                  | عبد القادر مساهل   |  | جبهة التحرير الوطني |
| 04    |        | وزيرة منتدبة لدى وزير التضامن الوطني والأسرة و الجالية الوطنية بالخارج، مكلفة بالأسرة وقضايا المرأة | نوارة سعدية جعفر   |  |                     |
| 05    |        | وزيرة منتدبة لدى وزير المالية مكلفة بإصلاح المالية                                                  | فتيحة منتوري       |  |                     |
| 06    |        | وزير منتدب لدى وزير الفلاحة والتنمية الريفية، مكلف بالتنمية الريفية                                 | رشيد بن عيسى       |  |                     |
| 07    |        | وزيرة منتدبة لدى وزير التعليم العالي والبحث العلمي مكلفة بالبحث العلمي                              | سعاد بن جاب الله   |  |                     |